# Fundación Balms para la Infancia
Fundación Balms para la Infancia es una organización no gubernamental fundada en Vigo (Pontevedra) en 2002 y cuyo objetivo prioritario es desarrollar actividades que fomenten la protección de los derechos de la niñez, en los términos recogidos en el Convenio Internacional de Protección de la Infancia, firmado por las Naciones Unidas en el Tribunal de La Haya en 1993.

## Reconocimientos y registros
La Fundación Balms está reconocida y registrada como:
- Fundación Benéfico-Social mediante la Orden del 24 de octubre de 2002.
- Fundación de Interés Gallego mediante la Orden del 10 de diciembre de 2002.
- Entidad de Interés Social e inscrita en el Registro de Entidades Prestadoras de Servicios Sociales de la Consellería de Familia de la Junta de Galicia, el 18 de diciembre de 2002.
- Agente Cooperación para el Desarrollo (Registro Gallego), el 26 de mayo de 2005, N.º 0123
- Inscrita en el Registro Municipal de Asociaciones de Vigo con el número 925-05.
- Inscrita en el Registro de entidades, Centros y Servicios de Acción Social de la Comunidad de Madrid, con el número E2672.4.
- Inscrita en el registro de Organizaciones no Gubernamentales de Desarrollo en la AECID (Agencia Española de Cooperación Internacional, órgano de gestión de la política española de Cooperación Internacional para el Desarrollo).
- Inscrita en la Coordinadora Galega de ONG para o Desenvolvemento.

## Labor de la Fundación
La fundación tiene como líneas de actuación la Cooperación internacional y la Adopción internacional en Colombia.

### Cooperación Internacional
La fundación realiza proyectos de Cooperación Internacional tanto en Colombia como en Perú. Su objetivo fundamental es mejorar las condiciones de vida de los menores desfavorecidos, por ello desarrolla su labor en zonas especialmente necesitadas.
El proyecto de Colombia persigue la puesta en marcha y, actualmente, el mantenimiento de un Centro de Atención a la Infancia para niños y niñas de 2 a 13 años en el barrio de San Joaquín del Vaticano, localidad 19 de Ciudad Bolívar perteneciente a la ciudad de Bogotá. En este Centro se presta una atención integral a los menores a través de una intervención en diversas áreas: alimentación, salud, educación y ayuda al desarrollo. Durante 2011 se atendieron a más de 90 niños y niñas. 
El proyecto de Perú se encuentra situado en el asentamiento humano del Sector Valle del Triunfo, en el distrito de Lurigancho en la provincia de Lima. En este lugar es donde se encuentra el colegio parroquial donde actualmente se reciben a 150 niños y niñas, siendo sus edades de 3 a 6 años. Debido al aumento de la población de la zona y de la escasa infraestructura educativa pública que atiende a los más pequeños, los cuales muchas veces se quedan sin vacantes y tienen que retrasar el avance de su normal aprendizaje, se ha visto la necesidad de ampliar esta opción y construir 2 aulas, servicios higiénicos, equipar las aulas y la biblioteca, y mejorar los ambientes del colegio para brindar un mejor servicio a los niños y niñas que vienen al centro.

### Adopción Internacional
En el ámbito de la Adopción Internacional, la fundación actúa mediante la búsqueda de familias para la adopción de niños y niñas de origen colombiano. Esta labor se orienta a la consecución de hogares para niños y niñas y, para el pleno desarrollo de la misma, la Fundación cuenta con el reconocimiento, tanto en la Comunidad Autónoma de Galicia, como en la República de Colombia, como Entidad Colaboradora para la Adopción Internacional (ECAI). Realizándose también labores de concienciación social y formación en relación con los derechos de la infancia.

## Presencia en línea
- Página web: www.fundacionbalms.org
- Blog Adopción: http://fundacionbalms.org/community
- Blog Cooperación: http://fundacionbalms.org/proyectos

### Noticias relacionadas
- Cea benéfica para recadar fondos destinados á Casa da Infancia de Colombia. (Ayuntamiento de Santiago) 2011.
- Cena a favor de la Casa de la Infancia de Colombia. (El Correo Gallego) 2011.

### Otros sitios de interés
- Fundación Imago.
- Adopciones Junta de Galicia.
- Agencia Española de Cooperación Internacional para el Desarrollo (AECID).
- Coordinadora Galega de ONG para o Desenvolvemento.

- Datos: Q2894430